# Townsendia arenicola
Townsendia arenicola är en tvåvingeart som beskrevs av Scarbrough 1995. Townsendia arenicola ingår i släktet Townsendia och familjen rovflugor.
Artens utbredningsområde är Florida. Inga underarter finns listade i Catalogue of Life.